# Metrik (vers)
Metrik, verslära, är inom litteraturvetenskapen det teoretiska studiet av meter, det vill säga prosodiska – i synnerhet rytmiska – egenskaper hos versifierade texter på ett specifikt språk eller inom ett språkområde. 
Ordet metrik kommer av grekiskans metron, vilket först latiniserades för att till sist lånas in i svenskan. Meter är ett annat ord för versmått. Metrikens minsta enheter är versfoten, cesuren och katalexis eller akatalexis, och studiet utgår från hur skilda typer av versfötter grupperas, andra egenskaper de uppvisar tillsammans, samt vilken stämning olika versmått föder hos läsaren.
Metriken kan vara normativ och syfta till att uppnå estetiska ideal, eller vara deskriptiv och syfta till att beskriva den litteratur på vers som skapas. I äldre tider var såväl lyrik som dramer och epik författade på vers, och metriken hade då en mera framträdande plats i litteraturstudier.

## Historik
I antik grekisk och romersk poesi är versfot oftast en fråga om kvantitet, i vers på moderna språk vanligen om accent. Rytmen sägs vara fallande om tonvikten ligger på versfotens första stavelse och stigande om den ligger på dess sista. Båda taktarterna blandas normalt inte i samma vers.
Antalet versfötter i en versrad avgör dess versmått, dess meter. Sex versfötter är normalt maximum – sju eller flera kan förekomma men ger knappast välklingande vers. Sexfotad vers med fallande rytm är framför allt hexameter, dito med stigande rytm kan forma sig till alexandrin eller senar.
På svenska är femfotad eller fyrfotad långt vanligare. Till den sistnämnda hör den medeltida knitteln, som har fyra betoningar i versraden men för övrigt är ganska regellös och därför är mycket effektiv på teatern; den är rimmad och har använts t. ex. av Strindberg. Shakespeares dramer är istället skrivna på orimmad blankvers, som är femfotad.
Vers kan antingen vara stikisk, vilket innebär att raderna förenas till ett större block utan bestämd yttre arkitektur, eller också strofisk. I det sistnämnda fallet finns ett stort antal former att välja på: distikon, sapfisk strof och alkaisk strof, bland de antika orimmade, sonett, ottave rime, hildebrandstrof och en mängd andra bland de senare importerade, samt málaháttr bland de fornnordiska. Modifikationer och blandformer av alla dessa och många andra existerar, och det kan många gånger vara svårt att sätta metrisk etikett på svenska dikter även av äldre årgång.
Den klassiska metriken var en vidlyftig lärobyggnad som numera torde vara övergiven även av de mest konservativa poeterna. En mycket imponerande bok om vers är Hallvard Lies Norsk verslære (1967).